# Michael Wilkinson
Michael Wilkinson (Sydney, Austrália, 1 de outubro de 1970) é um figurinista australiano. Como reconhecimento, foi nomeado ao Oscar 2014 na categoria de Melhor Figurino por American Hustle.